# Zatorze (Konin)
Zatorze (lub Osiedle VI) – jedno z największych osiedli Konina. Znajduje się w dzielnicy Czarków. Zamieszkuje je ok. 13 500 osób. Położone jest w centralnej części miasta. 
Budowa osiedla przypadła na lata 80. XX wieku, chociaż ostatnie budynki powstawały również w latach 90. Dominującą część jego zabudowy stanowią bloki z wielkiej płyty.
Na osiedlu znajdują się: galeria handlowa "Galeria nad Jeziorem", placówki oświatowe (m.in. Szkoła Podstawowa nr 12 im. Stanisława Moniuszki, Gimnazjum nr 5 im. Jana Kochanowskiego oraz III Liceum im. Cypriana Kamila Norwida) jak i obiekty sportowe (basen pływacki, liczne boiska czy korty tenisowe), zaś od 2012 roku na terenie osiedla znajduje się koniński Sąd Rejonowy, przeniesiony tu z ulicy Wojska Polskiego. Na terenie Zatorza działa także Osiedlowy Dom Kultury.